# Naranjo (cantão)
Naranjo é um cantão da Costa Rica localizado na província de Alajuela. Sua capital é a cidade de Naranjo.